# Klinča Sela
Klinča Sela est un village et une municipalité située dans le comitat de Zagreb, en Croatie. Au recensement de 2001, la municipalité comptait 4 927 habitants, dont 98,94 % de Croates et le village seul comptait 1 422 habitants.

## Localités
La municipalité de Klinča Sela compte 14 localités :
| - Beter - Donja Purgarija - Donja Zdenčina - Goli Vrh - Gonjeva - Gornja Purgarija - Gornja Zdenčina | - Klinča Sela - Kozlikovo - Kupinec - Novo Selo Okićko - Poljanica Okićka - Repišće - Tržić |